# Philippe Val
Philippe Val (Neuilly-sur-Seine, 14 settembre 1952) è un giornalista, scrittore, cantante e comico francese, noto per la sua collaborazione con il giornale satirico Charlie Hebdo, di cui è stato anche direttore dal 2004 al 2009.

## Biografia
Dopo una carriera da comico iniziata agli inizi degli anni '80, nel 1991 lavora nell'editoria come direttore del settimanale La Grosse Bertha, per poi essere licenziato l'anno successivo a causa di vari litigi avuti con l'editore. Con i fumettisti Gébé, Cabu, François Cavanna e Georges Wolinski ha contribuito a rilanciare il famoso settimanale satirico Charlie Hebdo, crollato nel 1981.
Nel 2004 diventa direttore della redazione dopo la morte del suo predecessore Gébé. Per la sua attività Val ha ricevuto numerose critiche soprattutto dall'estrema destra e dal mondo cattolico, dopo aver criticato una certa vicinanza fra certe frange dell'estrema sinistra ed i movimenti islamisti, ma ricevette pesanti critiche anche da sinistra. Alla fine del 2005, Val decide di pubblicare le caricature danesi su Maometto e, a seguito di ciò, il settimanale satirico è stato portato in tribunale da alcune associazioni islamiche con l'accusa di incitamento all'odio. Nel 2007, il settimanale viene assolto da tali diritti e Val denuncia i pericoli dell'ideologia islamista, definendola un "nuovo totalitarismo" e ha dedicato la sua vittoria in tribunale per i diritti musulmani.
Nel 2009, Val lascia il giornale satirico dopo essere stato nominato direttore della stazione radiofonica France Inter, carica che manterrà fino al 2014.
Nel gennaio 2015, dopo l'attentato alla sede di Charlie Hebdo, propose alla medesima redazione di poter tornare a lavorare per il giornale, ma la stessa redazione declinò la sua offerta. Oggi lavora come editorialista di Marianne e interviene ogni venerdì su Europe 1. 

## Opere
- Vingt ans de finesse (Font & Val), scritto con Patrick Font, Parigi, Le Cherche midi, 1992.
- Allez-y, vous n'en reviendrez pas, Parigi, Le Cherche midi, 1994.
- Allez-y, vous n'en reviendrez pas, la suite, Parigi, Le Cherche midi, 1996.
- Fin de siècle en solde, Parigi, Le Cherche midi, 1999.
- No Problem !, Parigi, Le Cherche midi, 2000.
- Bonjour l'ambiance,  Parigi, Le Cherche midi, 2001.
- Bons baisers de Ben Laden, Parigi, Le Cherche midi, 2004.
- Les années Charlie: 1969-2004, scritto con François Cavanna, Parigi, Hoëbeke, 2004.
- Le référendum des lâches : les arguments tabous du oui et du non à l'Europe, Parigi, Le Cherche midi, 2005.
- Traité de savoir survivre par temps obscurs, Parigi, Grasset & Fasquelle, 2007.
- Les traîtres et les crétins : chroniques politiques, Parigi, Le Cherche midi, 2007.
- Reviens, Voltaire, ils sont devenus fous, Parigi, Grasset, 2008.
- Si ça continue, ça va pas durer, Parigi, Les Échappés, 2009.
- Malaise dans l'inculture, Parigi, Grasset & Fasquelle, 2015.
- C'était Charlie, Parigi, Grasset & Fasquelle, 2015.
- Cachez cette identité que je ne saurais voir, Parigi, Grasset & Fasquelle, 2017.
- Le nouvel antisémitisme en France, Parigi, Albin Michel, 2018.
- Tu finiras clochard comme ton Zola, Parigi, L'Observatoire, 2019.
- L'Europe ou rien, Parigi, L'Observatoire, 2020.
- Allegro Barbaro (roman), Parigi, L'Observatoire, 2020.
- Dictionnaire philosophique d'un monde sans Dieu, Parigi, L'Observatoire, 2022.
- Rire, Parigi, L'Observatoire, 2024.